# John Whitby
John Michael Whitby est un homme politique du Parti travailliste britannique qui est député de Derbyshire Dales depuis 2024. Ancien musicien, il est le chanteur principal de The Beyond dans les années 1980 et 1990.

## Jeunesse
Whitby est né dans le Derbyshire et fait ses études à Woodlands Secondary Modern. Il obtient un baccalauréat en sciences sociales et politiques de l'Open University. À 21 ans, il vit à Allestree et travaille dans le cadre d'un programme d'allocations d'entreprise à Derby.

## Carrière musicale
Whitby est le chanteur principal du groupe de rock progressif de Derby, The Beyond,. Le groupe est décrit comme une fusion de funk et de métal. Il est recruté par les fondateurs du groupe, le guitariste Andy Gatford et le batteur Neil Cooper, avec qui il a été ami d'école. Après la fin de ce groupe, il forme, avec plusieurs de ses camarades, le groupe Gorilla,. En 2018, alors que Whitby est maire, le groupe joue un concert de retrouvailles, récoltant des fonds pour des œuvres caritatives.

## Carrière politique
Après la musique, Whitby se lance en politique. Il devient conseiller au conseil municipal de Derby au début des années 2010. En mai 2017, il est nommé maire de Derby, poste qu'il occupe pendant un an, au cours duquel il collecte 64 000 £ pour des œuvres caritatives. Bien qu'il ait été noté comme étant populaire, même auprès des partis d'opposition, il perd son siège juste avant la fin de son mandat. Il retrouve un siège au conseil municipal de Derby lors des élections de 2022.
Lors des élections générales britanniques de 2024, il se présente dans la circonscription de Derbyshire Dales. Il remporte le siège face à Sarah Dines, membre du Parti conservateur, avec une majorité de 350 voix,,. 